# All That Remains
All That Remains ist eine Metalcore-Band aus Springfield, Massachusetts.

## Geschichte
All That Remains war ursprünglich als ein Nebenprojekt von Sänger Philip Labonte geplant, als dieser noch für die Band Shadows Fall sang. Als er jedoch bei Shadows Fall durch Brian Fair ersetzt wurde, konzentrierte er sich vollständig auf All That Remains. Das Debüt-Album Behind Silence and Solitude wurde am 26. März 2002 über das Label Prosthetic Records/Metal Blade Records veröffentlicht. Damals war der Stil der Band noch eher reiner Melodic Death Metal, allerdings schon mit einem leichten Einschlag amerikanischem Death Metals. Es gab auf dem ersten Album im Gegensatz zu den nachfolgenden Alben keine Stellen mit klarem Gesang. Außerdem war es das einzige Album, auf dem noch Gitarrist Chris Bartlett und Bassist Dan Egan zu hören waren.

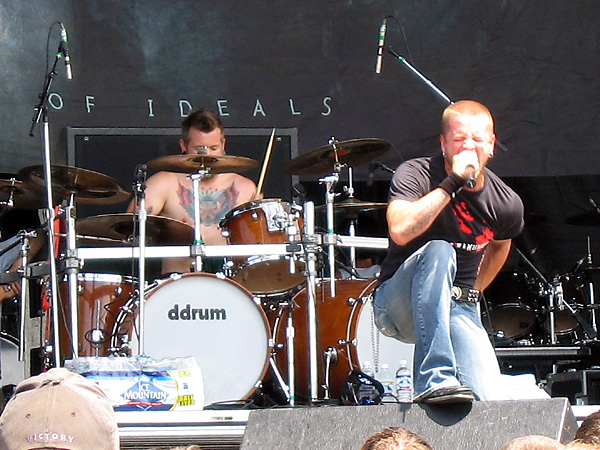
All That Remains am Ozzfest (2006)

Kurz nach der Veröffentlichung bewarb sich Sänger Philip Labonte um den Platz als Sänger bei Killswitch Engage; auf der DVD dieser Band ist in den Interviews mit Philip Labonte und Killswitch-Engage-Bassist Mike D’Antonio zu sehen, dass Philip Labonte als Kopf-An-Kopf Kandidat mit Howard Jones im Rennen lag. Schließlich entschied sich die Band für Letzteren. Ihr zweites Album This Darkened Heart wurde am 23. März 2004 über das Label Prosthetic Records/Razor & Tie veröffentlicht. Neben dem härteren Sound und der deutlicheren Produktion kamen auch erstmals Gesangsparts zum Einsatz. Videos wurden zu den Songs „The Deepest Gray“, „This Darkened Heart“ und „Tattered on My Sleeve“ in dieser Reihenfolge gedreht.
Ihr drittes Album The Fall of Ideals wurde am 11. Juli 2006 durch Prosthetic Records/Razor & Tie veröffentlicht. Wie auch die ersten beiden Alben wurde The Fall of Ideals von Adam Dutkiewicz produziert, seineszeichens Gitarrist von Killswitch Engage. Das Album hat in den USA die Marke von 100.000 verkauften CDs durchbrochen. Für den Song „This Calling“ wurden zwei Videos veröffentlicht. Da das Lied für den offiziellen Soundtrack des Horror-Thrillers Saw III verwendet wurde, enthielt das Video Ausschnitte aus dem Film. Auch für „The Air That I Breathe“ wurde ein Video veröffentlicht. Am 4. Juli hat die Band in Los Angeles ein Video zu „Not Alone“ gedreht, welches im September 2007 veröffentlicht wurde. Das Stück „Six“ aus dem Album wurde 2006 in das Playstation 2 Spiel Guitar Hero 2 von Activision als Bonusstück zum Mitspielen eingefügt.
Im Oktober 2007 erschien eine Live-DVD, die sowohl Material von einer gefilmten Show im Theatre of the Living Arts in Philadelphia, Pennsylvania als auch von einer am 12. Juli stattgefundenen Show im Recher Theatre in Towson, Maryland enthält. Am 16. September 2008 erschien mit Overcome das vierte Studioalbum. Für die beiden Singles „Chiron“ und „Two Weeks“ wurden Videos gedreht. Am 12. Oktober 2010 erschien das fünfte Album For We Are Many über Prosthetic Records/Razor & Tie, am 6. November 2012 folgte A War You Cannot Win. Nachdem 2015 das Album The Order of Things erschienen war, gab Bassistin Jeanne Sagan im September 2015 nach fast zehn Jahren in der Band ihren Austritt bekannt. Als Nachfolger wurde Aaron Patrick (Bury Your Dead, Devildriver) bekannt gegeben.
Am 17. Oktober 2018 gab die Band bekannt, dass das Gründungsmitglied, Lead-Gitarrist und Co-Songwriter Oli Herbert verstorben sei. Seine Leiche wurde in einem Teich in der Nähe seines Hauses gefunden. Am 5. Februar 2019 veröffentlichte die Band ein Statement, dass Jason Richardson, der zuvor bereits bei Live-Auftritten mitwirkte, ein ständiges Mitglied geworden ist. Er wird die Rolle des verstorbenen Oli Herbert als Solo-Gitarrist übernehmen.

## Diskografie

### Alben
| Jahr | Titel Musiklabel                               | Höchstplatzierung, Gesamtwochen, AuszeichnungChartplatzierungen (Jahr, Titel, Musiklabel, Platzierungen, Wochen, Auszeichnungen, Anmerkungen) | Höchstplatzierung, Gesamtwochen, AuszeichnungChartplatzierungen (Jahr, Titel, Musiklabel, Platzierungen, Wochen, Auszeichnungen, Anmerkungen) | Anmerkungen                              |
| Jahr | Titel Musiklabel                               | US | CA | Anmerkungen                              |
| ---- | ---------------------------------------------- | --- | --- | ---------------------------------------- |
| 2002 | Behind Silence and Solitude Prosthetic Records | — | — | Erstveröffentlichung: 26. März 2002      |
| 2004 | This Darkened Heart Prosthetic Records         | — | — | Erstveröffentlichung: 23. März 2003      |
| 2006 | The Fall of Ideals Prosthetic Records          | US75 (3 Wo.)US | — | Erstveröffentlichung: 11. Juli 2006      |
| 2008 | Overcome Razor & Tie                           | US16 (21 Wo.)US | CA15 (1 Wo.)CA | Erstveröffentlichung: 16. September 2008 |
| 2010 | For We Are Many Razor & Tie                    | US10 (9 Wo.)US | CA7 (1 Wo.)CA | Erstveröffentlichung: 12. Oktober 2010   |
| 2012 | A War You Cannot Win Razor & Tie               | US13 (2 Wo.)US | CA12 (1 Wo.)CA | Erstveröffentlichung: 6. November 2012   |
| 2015 | The Order of Things Razor & Tie                | US25 (2 Wo.)US | CA17 (1 Wo.)CA | Erstveröffentlichung: 24. Februar 2015   |
| 2017 | Madness Razor & Tie                            | US50 (1 Wo.)US | CA77 (1 Wo.)CA | Erstveröffentlichung: 28. April 2017     |
| 2018 | Victim of the New Disease Razor & Tie          | US154 (1 Wo.)US | — | Erstveröffentlichung: 9. November 2018   |
| 2025 | Antifragile Selbstverlag                       | — | — | Erstveröffentlichung: 31. Januar 2025    |

### Singles und Musikvideos
- 2004: The Deepest Grey
- 2004: This Darkened Heart
- 2004: Tattered on my Sleeve
- 2006: This Calling
- 2006: The Air That I Breathe
- 2007: Not Alone
- 2008: Chiron
- 2008: Two Weeks (US: Platin)
- 2009: Forever in Your Hands
- 2010: Hold On
- 2011: The Last Time
- 2011: The Waiting One
- 2012: Stand Up
- 2012: Down Through the Ages
- 2013: What If I Was Nothing (US: Gold)
- 2014: No Knock
- 2017: Madness
- 2017: The Thunder Rolls (US: Gold)

### Videoalben
- 2007: All That Remains – Live

## Auszeichnungen für Musikverkäufe
Anmerkung: Auszeichnungen in Ländern aus den Charttabellen bzw. Chartboxen sind in ebendiesen zu finden.
| Land/RegionAuszeichnungen für Musikverkäufe (Land/Region, Auszeichnungen, Verkäufe, Quellen) | Gold     | Platin  | Verkäufe  | Quellen  |
| -------------------------------------------------------------------------------------------- | -------- | ------- | --------- | -------- |
| Vereinigte Staaten (RIAA)                                                                    | 2× Gold2 | Platin1 | 2.000.000 | riaa.com |
| Insgesamt                                                                                    | 2× Gold2 | Platin1 |           |          |